# Francesco Carrega
Francesco Carrega (Porto Maurizio, 1706 – Porto Maurizio, 1781) è stato un pittore italiano.
Principale esponente di una famiglia di pittori liguri in età barocca, ha operato nel ponente ligure, soprattutto nella sua Porto Maurizio e in Cervo, lasciandovi pregevoli affreschi in palazzi nobiliari e chiese.
I suoi figli Tomaso e Maurizio furono anch’essi pittori.

## Opere in Porto Maurizio
- Palazzo Berio

## Opere in Cervo
- Chiesa dei Corallini
- Oratorio di Santa Caterina
- Chiesa dei Santi Giorgio e Nicola da Tolentino
- Palazzo Viale
- Palazzo Pulin
- Palazzo De Simoni